# ベスティア・サルバヘ
フアン・マヌエル・ロドリゲス（Juan Manuel Rodriguez、男性、1962年2月11日 - 2008年6月20日）は、メキシコ、ハリスコ州グアダラハラ出身のプロレスラー。ベスティア・サルバヘ（Bestia Salvaje）のリングネームで知られた。

## 来歴
1983年6月12日にハリスコ州グアダラハラでデビュー。1986年よりベスティア・サルバヘのリングネームを用いる。1990年代にはショッカーらで結成されたグアポス（Guapos）のメンバー入り。現在はメンバーを入れ替えてエミリオ・チャレス・ジュニア、スコルピオ・ジュニアでタリバネス（Talibanes）のメンバーであった。
日本との関係では1990年3月にユニバーサル・プロレスリングの旗揚げに来日、1991年には当時所属であったEMLL（現在のCMLL）と提携していたSWS、崩壊後も流れをくむWARに来日した経験がある。2002年にはメキシコで行われた闘龍門MEXICOに出場したこともある。
2008年、肝臓疾患で死去。

## 得意技
- パワーボム

## 獲得タイトル
- CMLL世界ミドル級王座
- CMLL世界タッグチーム王座
- CMLL世界トリオ王座
- メキシコナショナルタッグ王座
- メキシコナショナルウェルター級王座